# Brensbach (Gersprenz)
Der Brensbach ist ein gut fünf Kilometer langer rechter und südöstlicher Zufluss der Gersprenz.

## Geographie

### Verlauf
Der Brensbach entspringt auf einer Höhe von etwa 335 m ü. NHN im Odenwald südwestlich vom Ballerts (375,9 m ü. NHN).
Er fließt durch Wallbach und mündet schließlich bei Brensbach auf einer Höhe von ungefähr 172 m ü. NHN von rechts in die Gersprenz.
Sein  5,2 km langer Lauf endet etwa 163 Höhenmeter unterhalb seiner Quelle, er hat somit ein mittleres Sohlgefälle von etwa 31 ‰.

### Einzugsgebiet
Das gut 11 km² große Einzugsgebiet des Brensbachs liegt im Vorderen Odenwald und im Reinheimer Hügelland. Es wird über die Gersprenz, den Main und den Rhein zur Nordsee entwässert.
Das Gebiet grenzt
- im Nordosten an das des Gersprenzzuflusses Semme
- im Osten an das des Annelsbach, einem Zufluss des Oberhöchster Bachs, der in die Mümling mündet und an das des Gumpersberger Bachs, dem linken Quellbach der Kinzig
- im Südosten an das des Balsbachs dem rechten Quellbach der Kinzig
- im Südwesten an das des Affhöllerbachs, einem Zufluss der Gersprenz
- im Westen an das des Gersprenzzuflusses Kilsbach
- und im Nordwesten an das des Ochsenwiesengrabens und an das des Kohlbachs, beide Zuflüsse der Gersprenz

### Zuflüsse
- Hollerbach (rechts), 2,0 km
- Hältersbach  (rechts), 1,6 km

### Flusssystem Gersprenz
- Fließgewässer im Flusssystem Gersprenz